# Leptobatopsis mongolica
Leptobatopsis mongolica là một loài tò vò trong họ Ichneumonidae.